# Giacinto Camillo Maradei
Giacinto Camillo Maradei (1 de março de 1636 – 2 de setembro de 1705) foi um prelado católico romano que serviu como bispo de Policastro (1696 – 1705).

## Biografia
Maradei nasceu em Laino Castello, na Itália, a 1 de março de 1636 e foi ordenado sacerdote no dia 25 de fevereiro de 1668. A 2 de abril de 1696, foi nomeado pelo Papa Inocêncio XII como Bispo de Policastro. No dia 8 de abril de 1696, foi consagrado bispo por Ferdinando d'Adda, Cardeal-Sacerdote de Santa Balbina, com Carlo Loffredo, Arcebispo de Bari (-Canosa), e Domenico Diez de Aux, Bispo de Gerace, servindo como co-consagradores. Serviu como Bispo de Policastro até à sua morte a 2 de setembro de 1705. Enquanto bispo, foi o principal co-consagrador de Emanuele Cicatelli, Bispo de Avellino e Frigento (1700), e Nicolò Cervini, Bispo de Lavello (1700).